# Marilou Vanden Poel-Welkenhuysen
Maria Louisa (Marilou) Vanden Poel-Welkenhuysen (Zonhoven, 17 mei 1941) is een Belgisch voormalig politicus voor de PVV en diens opvolger VLD.

## Levensloop
Vanden Poel-Welkenhuysen is een dochter van bouwonderneemster Maria Welkenhuysen-Bielen, die als eerste vrouw verkozen raakte in de Zonhovense gemeenteraad. Ze studeerde voor tolk-vertaler. Ze was lerares en werkte als beëdigd tolk-vertaler aan de rechtbank van eerste aanleg in Hasselt. Daarnaast was ze raadsheer sociale zaken aan het Arbeidshof van Hasselt.

### Nationale politiek
In de navolging van haar moeder werd zij politiek actief voor de liberale PVV. Ze zetelde voor deze partij van 1978 tot 1981 in de provincieraad van Limburg. In november 1981 werd ze voor het arrondissement Hasselt verkozen tot lid van de Kamer van volksvertegenwoordigers, wat ze bleef tot aan de verkiezingen van oktober 1985. In die periode zetelde Vanden Poel-Welkenhuysen in de commissie Binnenlandse Zaken, Openbaar Ambt en Algemene Zaken. Daarna stapte ze als provinciaal senator voor Limburg over naar de Senaat en was er tussen 1985 en 1987 secretaris van de vergadering, alsook lid van de commissie Binnenlandse Aangelegenheden. In december 1987 raakte ze niet herkozen. Van november 1991 tot mei 1995 zetelde ze opnieuw in de Senaat als provinciaal senator en was ze vanaf 1994 opnieuw secretaris van de vergadering. Voorts maakte ze deel uit van de commissies Landsverdediging en Ontwikkelingssamenwerking en was ze ondervoorzitter van de commissie Infrastructuur.
In mei 1995 stapte ze nogmaals over naar de Kamer van volksvertegenwoordigers waar ze bleef zetelen tot in oktober 2001, toen ze ervoor koos om haar burgemeestersambt voltijds te gaan uitoefenen. Van 1995 tot 1999 was Vanden Poel-Welkenhuysen ondervoorzitter en van 1999 tot 2001 vast lid van de commissie Binnenlandse Zaken. In de Kamer was ze onder meer actief op het gebied van de naturalisatie van vreemdelingen.
In de periode december 1981-oktober 1985 had ze als gevolg van het toen bestaande dubbelmandaat ook zitting in de Vlaamse Raad. Daar zetelde ze in de commissie Taaldecreetgeving en tot 1984 tevens in de commissie Leefmilieu en Waterbeleid.

### Burgemeester
Na het politieke afscheid van haar moeder werd Marilou Vanden Poel-Welkenhuysen in oktober 1982 verkozen in de gemeenteraad van Zonhoven. Van 1983 tot en met 1988 en nogmaals van 1995 tot 2007 was ze burgemeester van de gemeente. De VLD had van 2000 tot 2006 de absolute meerderheid in de gemeenteraad. Na de gemeenteraadsverkiezingen van oktober 2006 was Vanden Poel-Welkenhuysen nog één jaar burgemeester. Op 1 januari 2008 werd ze door partijgenoot Johny De Raeve opgevolgd en verliet ze de actieve politiek. Bij de verkiezingen van oktober 2012 kwam Vanden Poel-Welkenhuysen nog een keer op als lijstduwer op de plaatselijke Open Vld-lijst. Ze werd verkozen, maar besloot haar zetel niet op te nemen.

## Onderscheidingen
- België: Ridder in de Leopoldsorde